# Нижня Штирія
46°22′00″ пн. ш. 15°29′00″ сх. д. / 46.366666666667° пн. ш. 15.483333333333° сх. д.
Нижня Штирія (словен. Štajersko; нім. Untersteiermark), або Словенська Штирія — історична область на північному сході Словенії, містить південну третину колишнього Штирійського герцогства.

## Використання назви
Герцогство Штирія існувало як окрема політико-адміністративна одиниця з XII століття до 1918, після чого розділилося на три традиційні краї: північні дві третини з колишнього князівства, відомі історично як Верхня і Центральна Штирія, є німецькомовними і нині являють собою австрійську землю Штирія (нім. Steiermark). Південна третина з колишнього князівства, відома як Нижня Штирія, переважно словенськомовна і сьогодні є частиною Словенії, де її просто називають «Штирія».
Нижню Штирію не варто плутати з Південною Штирією, південною частиною Центральної Штирії, яка є частиною австрійської землі Штирія.

## Історія
У 1918 році, після розпаду Австро-Угорської імперії по закінченні Першої світової війни, герцогство Штирія було розділено між новоствореними державами Німецькою Австрією і державою словенців, хорватів і сербів. Рудольф Майстер на чолі словенських частин колишньої австро-угорської армії зайняв місто Марибор у листопаді 1918 року і приєднав його до Держави словенців, хорватів і сербів. Після короткого бою з військами Німецької Австрії було створено сьогоденний кордон — мовну межу між словенцями і етнічними німцями.
Вже у грудні 1918 року всю Нижню Штирію було де-факто включено в Королівство сербів, хорватів і словенців (згодом Югославія). 1922 року було утворено Мариборський округ, що охоплював велику частину Нижньої Штирії, а також Прекмур'я й Меджимур'я. Після державного перевороту короля Александра I в січні 1929 року округ було ліквідовано, оскільки поділ на округи було замінено дев'ятьма бановинами. Згідно з югославською конституцією 1931, Нижню Штирію включили до складу новоствореної Дравської бановини, яка була більш-менш ідентичною зі Словенією, з Любляною як її столицею.
У квітні 1941 нацистська Німеччина вдерлася до Югославії і Нижня Штирія була включена до складу райхсгау Штирія Третього Рейху з метою повторного понімечення регіону. Після Другої світової війни югославська влада в цьому краї була відновлена і Нижня Штирія стала невіддільною частиною Соціалістичної Республіки Словенія. З 25 червня 1991 Нижня Штирія стала частиною незалежної Республіки Словенія.